# Горица при Добјем
Горица при Добјем (словен. Gorica pri Dobjem) је насељено место у општини Добје, Савињска регија, Словенија.

## Историја
До територијалне реорганизације у Словенији била је у саставу старе општине Шентјур при Цељу.

## Становништво
У попису становништва из 2011. године, Горица при Добјем је имала 41 становника.
| Број становника према пописима | Број становника према пописима | Број становника према пописима |
| ------------------------------ | ------------------------------ | ------------------------------ |
| 1991                           | 2002                           | 2011                           |
| 41                             | 39                             | 41                             |

Напомена: До 1953. исказивано под именом Горица.